# Characidium japuhybense
Characidium japuhybense är en fiskart som beskrevs av Travassos, 1949. Characidium japuhybense ingår i släktet Characidium och familjen Crenuchidae. Inga underarter finns listade i Catalogue of Life.